# 贾静涛
贾静涛（1927年8月—），男，汉族，辽宁辽阳人，中国法医学家，曾任中国医科大学教授、博士生导师。